# Synagoga w Lunéville
Synagoga w Lunéville – najstarsza zachowana synagoga we Francji, wzniesiona w 1786. 

## Historia
W 1785 król Francji Ludwik XVI zgodził się na budowę synagogi, co było pierwszą taką decyzją od XIII wieku - wcześniej Żydzi francuscy mogli w najlepszym razie współużytkować inne budynki. Prośbę o zgodę na budowę  złożył Abraham Izaak Brisac, stojący na czele gminy żydowskiej w Lunéville złożonej z ok. 30 rodzin. 
Autorem projektu synagogi był Charles Augustin Piroux, który przygotowywał również plan młodszej o cztery lata synagogi w Nancy. W 1871, wobec napływu Żydów z Alzacji i Lotaryngii, istniał projekt rozbiórki budynku i wzniesienia większego, który w ostatniej chwili został zarzucony ze względu na walory artystyczne synagogi, która ostatecznie została tylko rozbudowana. W czasie I wojny światowej spłonął dom dzielący synagogę od ulicy, jednak ona sama nie ucierpiała. W czasie II wojny światowej hitlerowcy zamknęli synagogę i planowali jej spalenie, jednak nie zdążyli zrealizować tego pomysłu przed wyzwoleniem miasta. 
Od 1791 w Lunéville istnieje cmentarz żydowski, który w przeszłości służył wszystkim niewielkim wspólnotom wyznawców judaizmu w departamencie Meurthe-et-Moselle. 

## Architektura
Ze względu na ograniczenia wobec Żydów w przedrewolucyjnej Francji synagoga musiała zostać zbudowana w podwórzu innej kamienicy, nie sąsiadując bezpośrednio z ulicą. Obecnie budynek pierwotnie ją przesłaniający już nie istnieje. 
Synagoga, wzniesiona na planie prostokąta, celowo naśladuje w swojej architekturze budownictwo pawilonowe okresu Ludwika XVI, co miało wyrażać wdzięczność gminy żydowskiej wobec króla. Na fasadzie budynku brakuje typowych symboli żydowskich, pojawiają się natomiast motywy florystyczne oraz skromny portal, obramowania okien oraz charakterystyczne okno w mansardzie. Synagoga posiada odrębne drzwi wejściowe dla mężczyzn (od frontu), kobiet i dzieci (drzwi boczne). Jest to jedyna francuska synagoga, w której zastosowano takie rozwiązanie. Motywy florystyczne pojawiają się również na witrażach.